# Страйки на Донбасі (1914—1917)

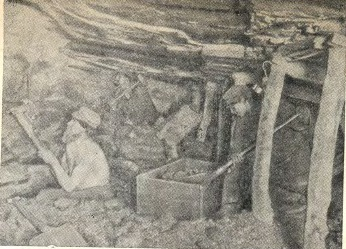
Добування вугілля на Бресто-Богодухівському руднику, 1900 рік

Страйки на Донбасі у 1914 —1917 рр. — ряд страйків, які проводились на території Донбасу робітниками заводів, рудників та інших підприємств проти експлуатації, за підвищення заробітної платні, поліпшення умов праці.

## 1914 рік

### Передумови
У роки Першої світової війни зросли обсяги промислового виробництва, збільшився прибуток підприємців. У той же час ще більш посилилася експлуатація робітників, їх рівень життя суттєво знизився.
Порівняно з мирним часом зарплати у шахтарів і металургів зросли. Однак збільшення номінальної заробітної плати мало що змінило в дійсному положенні робітників. Заробітна плата знижувалася штрафами, видачею робітникам ордерів на отримання товарів за високими цінами з рудничних лавок, збільшенням плати за житло. Разом з тим значно збільшувалася тривалість робочого дня. 12-13-14-годинний робочий день став явищем звичайним як на заводах, так і на рудниках, хоча найбільша тривалість робочого дня в промисловості, законом від 2 червня 1897 була встановлена в 11,5 годин. З введенням понаднормових робіт на багатьох підприємствах робочий день доходив до 18-20 годин.

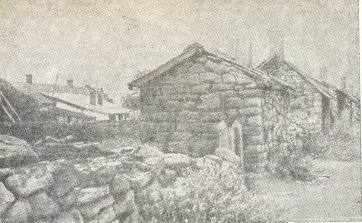
Житло робочих, Горлівка, початок 20 ст

Під час війни ще більше погіршилися житлово-санітарні умови, оскільки число робочих значно збільшилося, а нових поселень в цей період заводчики і шахтовласники не будували, якщо не вважати дерев'яних бараків-казарм, побудованих для військовополонених. Зросла квартирна плата, що особливо відбивалося на погіршенні побутових умов робітників металургійних заводів, які знімали квартири у приватних домовласників. Важкі житлові умови викликали велику смертність, особливо серед дітей. Із загального числа дітей у віці від 1 до 7 років зазвичай помирало 55 %.
У надзвичайно важких умовах, піддаючись постійним переслідуванням з боку царської влади, працівники боролися проти погіршення умов проживання та роботи висуваючи крім економічних вимог і політичні. Антивоєнні страйки на Донбасі почалися в перші ж дні мобілізації.

### Страйк вОлександрівську
19 липня 1914 року почали страйкувати шахтарі в Олександрівську (нині — Шахти). Керували страйком X. П. Чернокозов та І. Л. Шведов.

### Сутички вЛуганську
Відбувалися хвилювання серед мобілізованих. У Луганську внаслідок зіткнення новобранців із загонами кінної поліції троє страйкарів було вбито, шестеро поранено.
Влада заарештувала близько 100 осіб, 85 віддано під суд. Кілька людей згодом було розстріляно, 37 посаджено у в'язницю.

### Сутички на станціїКриндачівка
На станції Криндачівка 400 мобілізованих шахтарів вступили в зіткнення з поліцією.

### Розстріл мобілізованих настанції Бузанівка
Докладніше: Розстріл мобілізованих на станції Бузданівка
19 липня (за іншими даними — 20) мобілізовані металісти з Макіївки на станції Бузанівка (нині — Мишине) відмовились сідати у вагони. Розпочався стихійний мітинг. Керував мітингом робітник шахти «Софія» Костянтин Єфремов. Паралельно група мобілізованих на чолі із Михайлом Васютиним викрали паровоз та відігнала його за станцію. Поліція викликала сотню козаків. Несанкціонований мітинг було розігнано. вбито 13 (у тому числі Костянтин Єфремов) і поранено 17 осіб.

## 1915 рік

### Військово-промислові комітети
Восени 1915 року на Донбасі були створені військово-промислові комітети з дозволу уряду. За сприяння цих комітетів промисловці хотіли отримати якомога більше прибутків, підвищити продуктивність праці на військових заводах, посилити свій вплив на державні справи, а також загальмувати страйковий рух. Під час виборів у ВПК більшовики пропонували бойкотувати вибори, а меншовики навпаки підтримували вибори та участь в цій організації робітників. У Макіївці, Луганську, Горлівці промислові комітети не були створені через бойкот виборів робітниками.
У грудні 1916 року в Донбас прибув меншовик - представник Центрального промислового комітету Абросимов з метою домовитися про спільну роботу робочих комітетів. Але його приїзд виявився безрезультатним. Юзівка, Лозова-Павлівка, Петровські заводи, Краматорськ, Бахмут не мали робочих комітетів.

### Профспілки
У роки війни діяли профспілки — робітників друкарської справи в Бахмуті, союзу прикажчиків в Маріуполі, союзи металістів в Суліні і на заводі Гартмана в Луганську. Згодом — у червні 1915 року-листопаді 1916 — дві останні профспілки були закриті.

### Споживчі комітети
Перед війною на Донбасі були створені споживчі комітети. У Донбасі їх було небагато: в Єнакієвому, Дружківці, Суліні, Макіївці. Ці організації найчастіше виникали з ініціативи підприємців і користувалися невтішною репутацією у робітників. У роки війни дещо посилився кооперативний рух, зростала кількість членів наявних кооперативів. У Макіївці 1915 року, в кооперативі було 711 членів, а 1916 року — уже 2 893 членів. 22 травня на Прохоровському руднику в приміщенні споживчого товариства цих копалень був скликаний з'їзд споживчих товариств Донбасу. У ньому брали участь представники 15 споживчих товариств. Представниками від робітників були, по донесенню охранки (царська секретна служба), «переважно більшовики». З'їзд прийняв статут, розроблений Московським союзом споживчих товариств.
У 1915 році в Донбасі відбулося 62 страйки з 45 979 учасниками. З них 48 % припадає на шахтарів (30 824 учасника) та 14 % -на металістів (15 155 учасників). Порівняно з іншими промисловими районами — Петербурзьким, Московським — розмах страйкової боротьби в Донбасі під час війни був нижче.
За страйковою активністю, на першому місці стояли Юзівсько-Макіївський (21 страйк з 18 973 учасниками) і Горлівсько-Костянтинівський (18 страйків з 10 170 учасниками) райони. У Алмазно-Мар'їнському, Чістяково-Звірівському, Олександрівсько-Грушівському районах, на Приазовських заводах число страйкарів за 1915 рік не перевищувало 4 000-4 500 чоловік у кожному.

### Страйк шахтарів у березні-квітні 1915 року
Значною подією 1915 року був березнево-квітневий страйк шахтарів.
Безпосереднім приводом до нього, послужило повідомлення харківської ліберальної газети «Южный край» про виступ міністра торгівлі і промисловості Всеволода Шаховського на нараді членів Державної ради в березні 1915, де він відкрито заявив, що зарплата, одержувана шахтарів знаходиться на низькому рівні і не відповідає прискореному зростанню цін.
29-31 березня в Юзівсько-Макіївському, Горлівсько-Костянтинівському, Алмазно-Мар'їнському гірничих районах почалися страйки шахтарів, що тривали до 2-4 квітня.
30 березня — 4 квітня страйк охопив 4 300 шахтарів Рутченково-Чулковських та Вознесенської копалень. У Горлівському підрайоні страйкувало 4 910 людей, в Мар'їнському — 3 650. Страйкували гірники Петро-Мар'їнського і Варваропольских об'єднаних копалень, Голубовської копальні, копалень товариства «Коренєва і Шепілова». В Макіївському підрайоні було охоплено сім підприємств. Страйкували шахтарі Франко-російського товариства, Берестово-Кринських кам'яновугільних копалень (2 500 чоловік), Катеринославського гірничопромислового товариства (2 200 чоловік), Прохорівської і Риковської копалень, шахти «Софія-Похила». Загальне число страйкарів у Макіївському підрайоні становило 6 640 чоловік. До 5 квітня страйк загалом закінчився.
Страйкарі висунули вимоги підвищення заробітної плати на 20-30 %, а на деяких шахтах — до 50 %, скасування штрафів за невихід на роботу, своєчасного випуску працівників з шахт після закінчення роботи та інші, що стосуються поліпшення умов праці шахтарів.
У квітні 1915 року до страйкарів приїхав товариш міністра промисловості Дмитро Коновалов, який обстежував становище шахтарів. В записці до міністра писав, що страйк носить економічний характер і політичної агітації не спостерігається.
Проте міністр торгівлі і промисловості - князь Всеволод Шаховський не вірив висновкам власного помічника. 28 травня 1915 року в листі міністру внутрішніх справ він писав: «… останнім часом на деяких заводах і копальнях виникають страйки за умов, що дають привід припускати, що тут діють не одні лише економічні причини, але є і агітація політичного характеру».

### Страйк підприємствРосійського гірничо-металургійного товариства Уніон(15-28 квітня 1915)
З 15 по 28 квітня тривав страйк 3 370 металістів Макіївського сталеливарного заводу товариства «Уніон». Робітники вимагали збільшення заробітної плати на 25 %, оплати святкових днів у збільшеному в 1,5 рази розмірі. Вони наполегливо домагалися задоволення своїх вимог. Страйк охопив й інші підприємства товариства «Уніон».
20 квітня до страйкарів Уніону приєдналися робітники шахт «Італія», «Калинове» і «Амур» (760 чоловік), не припиняючи роботи, пред'являли вимоги до адміністрації робітники Луганського заводу Гартмана і шахтарі Щербинівської копальні.
До Макіївки було стягнуто поліційні сили всього Макіївського гірничого району. 26 квітня 46 учасників страйку були заарештовані і відправлені на фронт. Страйк був розігнаний.

### Страйк гірників Парамоновської копальні 2-4 травня 1915р.
2-4 травня страйкувало 3 100 гірників Парамоновського рудника (Таганрог), які вимагали збільшення заробітної плати на 30 %. Боротьба за підвищення заробітної плати була основним мотивом економічних страйків у Донбасі. У травні 1915 року безлад і голод вельми чутливо позначалися на гірничопромисловому районі.

### Страйк наСулинському заводі
Організованіше інших пройшов двотижневий страйк 3 тис. робочих Сулинського заводу, який очолювався профспілкою металістів. Вранці 20 травня в правлінні спілки з'явилися страйкарі-робочі мартенівського, прокатного, а потім і інших цехів, всього 3 465 чоловік. До б години вечора страйкували всі цехи, крім доменного. Правління спілки намітило вимоги до адміністрації: підвищення заробітної плати всім робітникам від 45 до 80 %, ввічливе поводження адміністрації з робітниками і звільнення ненависних інженерів, які знущались над робітниками. Після неодноразових переговорів правління союзу з адміністрацією заводу остання погодилася підвищити заробітну плату на 10 %. Але робітники продовжували страйкувати.
До страйку приєдналися доменники. Підприємці вирішили зірвати страйк за допомогою штрейкбрехерів і репресій. У Сулин спеціально прибув член Державної думи меншовик-оборонець Туляков, який погрожував робітникам у разі невиходу на роботу, відправленням на фронт.

### Страйк шахтарівтовариства «Грушевський антрацит»22-26 травня 1915
22-26 травня страйкували 900 шахтарів товариства «Грушевський антрацит», які пред'явили економічні вимоги. Страйк закінчилася збільшенням заробітної плати на 10 копійок в день.
Всього на донецьких підприємствах, що входили до Області Війська Донського, в травні страйкувало 7 240 металістів і близько 4 тис. шахтарів. У другій половині 1915 окремі страйки металістів і шахтарів виникали на підприємствах різних районів Донбасу — Горлівсько-Костянтинівського, Лисичанського, на заводах Маріуполя.

## 1916 рік

### Горлівсько-Щербинівський страйк
1916 року на Донбасі з новою силою розгорнувся страйковий рух. У квітні почалася політичний страйк шахтарів Горлівсько-Щербинівського района. 14-18 квітня в Алмазному підрайоні почали страйкувати робітники Брянського, Орловського, Каменського, Орлово-Оленівського, Ірмінського та Селезнівського рудників — всього близько 20 тис. осіб. Але страйк не став загальним: в боротьбу не були втягнуті металісти Донецько-Юр'ївського і Кадієвського заводів. До того ж страйк носив суто економічний характер.
В цей же час на робочих зборах Горлівсько-Щербинівського району приймалися рішення про організацію страйку. 15 квітня в балці близько Фурсівської шахти було проведено нараду представників великих шахт і рудників, на якому було прийнято рішення оголосити загальний страйк і виробити вимоги до шахтовласників. На другій нараді уповноважених шахт і копалень 21 квітня був обраний страйковий комітет у складі С. Лапіна, І. Циганкова, І. Юрченко, М. Голдобіна і П. Моїсеєнко. Кількома днями пізніше була створена рада по керівництву страйком з 36 представників страйкуючих підприємств.
Страйк почався 15 квітня а 23 квітня припинили роботу всі шахти зазначеного району, в страйку брали участь 15 000 чоловік. 18-19 квітня у Юзівсько-Макіївському районі почали страйкувати 1 237 робочих рудника Бунге, близько 1 000 гірників Рутченківських копалень. 26 квітня до страйку приєдналися металісти Петровського заводу. Страйк був підтриманий 3 тис. шахтарів селянських шахт, Рутченково-Чулковських копалень, робітниками Брянського заводу.
Шахтарі та металісти вимагали збільшення заробітної плати на 50 %, скасування штрафів, поліпшення медичної допомоги, ввічливого поводження тощо — загалом 20 вимог. Шахтовласники відмовилися вести переговори зі страйковим комітетом і разом з поліцією готували криваву розправу над робітниками. До Горлівки приїхав єкатеринославівський губернатор Колобов, за вказівкою якого в місто були стягнуті військові підкріплення. У районі було сконцентровано близько тисячі солдатів, козаків і озброєної поліції. Щоб зломити опір страйкарів, адміністрація рудників припинила відпуск працівникам продуктів в кредит. Становище ставало надзвичайно напруженим. Серед робітників сусідніх міст і районів Донбасу проходили збори продуктів на користь страйкуючих гірників.
За наполяганням робітників страйковий комітет надіслав телеграми міністерству торгівлі і промисловості і до Державної думи з вимогою розібратися на місці в справедливості вимог робітників. Тоді місцева влада в ніч з 28 на 29 квітня заарештувала 11 членів страйкового комітету, що підписали телеграму, в тому числі члена комітету М. М. Голдобіна, що мав велику популярність і авторитет серед робітників.

Відповідна телеграма міністра торгівлі і промисловості була адресована не страйковому комітету, а окружному гірському інженеру Бєлову. У телеграмі говорилося: 
|  | За наказом міністра оголосіть робочим, що надіслали телеграму на ім'я міністра, що претензії їх з приводу заробітної плати підлягають детальному розгляду органів місцевого гірничого управління. |

30 квітня на мітинг до робочих з'явилися представники адміністрації і поліційної влади. Інженер Бєлов зачитав міністерську телеграму. На 2 травня страйковим комітетом готувався загальнорайонний мітинг. Місцева влада, яка знала про це, підтягувала збройні сили для розправи зі страйкуючими робітниками.
На знак солідарності з робітниками Горлівсько-Щербіновського району з 15 квітня по 15-17 травня страйкували (від 2 до 15 днів) багато гірничих підприємств Юзівсько-Макіївського району. Шахтарі вимагали збільшення зарплати на 50 %, поліпшення житлових умов, ввічливого поводження адміністрації.
Загальне число страйкарів в квітнево-травневому страйку Горлівсько-Щербинівського району становило близько 25,5 тис. чоловік. Разом зі страйками солідарності Юзівської-Макіївського району, число учасників цього виступу шахтарів досягло 35-36 тис. чоловік.
Серед робітників меншовики переважали в Макіївці, Дружківці, Юзівці, Єнакієвому, Костянтинівці, Луганську, Маріуполі, Краматорську, в Горлівсько-Щербинівському районі переважали більшовики.
Страйкова хвиля, піднята Горлівсько-Щербинівським страйком, тривала на Донбасі протягом усього травня. Страйкували робітники Краматорського заводу, Парамоновських рудників, Нікополь-Маріупольського, Луганського, Донецько-Юр'ївського заводів, Ерастівських рудників, копалень «Любимов, Солье і К0», Красильщикова і Шаріпова, Філімонівський рудник Іщенко.
Влітку 1916 р. на Вознесенському руднику Макіївський комітет обладнав підпільну друкарню і випустив гектографовані листівки тиражем 200 примірників у вигляді маленької газети під назвою «Правда труда». З метою конспірації на ній була позначка: «Видання Донецького колективу РСДРП».
Влітку 1916 року страйки були переважно економічні. Найбільше число страйкарів в літні місяці було в Луганську (близько 11 тис. осіб) і в Горлівсько-Костянтинівському районі (7 718 осіб).

### Луганський страйк
Підготовка так званого Луганського страйку тривала з квітня 1916 року. Страйкомом керував голова профспілки заводу Гартмана Т. Ф. Руденко.
26 травня 3 тисячі працівників заводу Гартмана припинили роботу. До 5 липня число страйкарів на заводі Гартмана зросло до 5 300 осіб. До них приєдналися до 5 тис. осіб з патронного заводу. Головна вимога — збільшення зарплати на 40-60 %. У наступні дні до страйку приєдналися робітники суконної фабрики і залізничних майстерень Луганська, число страйкарів досягло 11 тис. Однак отримати підтримку від Краматорського металургійного заводу страйкарям не вдалося.
До 22 липня страйк припинився шляхом невеликих поступок, арешту керівників страйку та локауту.

### Страйк наПетровському заводі
Страйк на Петровському заводі розпочався 18 серпня, а 25 серпня охопив увесь Петрівський завод. Кількість страйкарів досягла 6-8 тисяч. Було обрано страйковий комітет, який очолили Д. Татаренко, К. Логвиненко, М. Мальванов, П. Турутін. На початку страйку завод відвідав військовий міністр Шувалов. У своїй промові перед робітниками Шувалов безуспішно намагався переконати робітників у марності страйку. Свою промову він закінчив запрошенням заспівати «Боже, царя храни», на що робітники відповіли криками «Геть царя!» і співом «Варшав'янки». Адміністрація пішла на окремі поступки, але робітники наполягали прийняти всі вимоги. 30 серпня повітовий військовий начальник оголосив, що всі військовозобов'язані, які не приступили до робіт, будуть негайно розраховані заводом і підлягають мобілізації в армію. 1 вересня страйк припинився.

### Страйки в інших частинах Донбасу
Страйковий рух в Донбасі не припинявся до кінця року, але він було менш жвавим, ніж у квітні-травні, і носив переважно економічний характер.
У 1916 році в Донбасі було 96 страйків. У них брало участь 111 205 страйкарів. Найбільшою страйковою активністю вирізнялися шахтарі — 83 страйки з 82 744 учасниками. Металісти по числу страйкарів (28 461 чоловік) були другими.
У наступні місяці усюди відзначався спад страйкового руху, крім жовтня, коли в країні число страйкарів досягло 187 475 осіб, на Донбасі — 1 095 чоловік.
Районами найвищого піднесення страйкового руху 1916 року були: Горлівсько-Костянтинівський (35 948 страйкарів), Юзівсько-Макіївський (19 463 страйкарів) та Алмазно-Мар'їнський (22 200 страйкарів). У Чістяково-Звірівському районі сталося 17 страйків з 7 381 учасником. Майже за повної відсутності у шахтарів Боково-Хрустальська, Должанська, Штеровська рудників робочих організацій, тут 1916 року розгорнулися наступальні економічні страйки.

## 1917 рік
1917 рік приніс нове загострення суперечок у країні. У січні-лютому на Донбасі страйками було охоплено 15 підприємств. З 10 530 страйкарів 9 101 були металісти Макіївки та Петровських заводів. Становище змогло стабілізуватися тільки після Лютневого повстання і приходу до влади Тимчасового уряду.